# Thomas Lambert
Thomas Lambert (* 31. Mai 1984 in Mettmenstetten) ist ein Schweizer Freestyle-Skisportler. Er ist auf die Disziplin Aerials (Springen) spezialisiert. Sein drei Jahre jüngerer Bruder Christopher betreibt dieselbe Sportart.

## Biografie
Lambert war in seiner Jugend Kunstturner und wurde als Zwölfjähriger durch die Wasserschanze in Mettmenstetten, die im Sommer zum Training verwendet wird, auf das Freestyle-Springen aufmerksam. Ab März 1999 nahm er am Europacup teil. Sein Debüt im Freestyle-Weltcup hatte er am 7. Februar 2003 in Steamboat Springs, wo er auf den 32. Platz sprang. Die ersten Weltcuppunkte gewann er am 1. März 2003 mit Platz 25 in Špindlerův Mlýn. In der Folge konnte er sich im Mittelfeld etablieren. Bei der Weltmeisterschaft 2005 in Ruka wurde er Achter, was sein bis dahin bestes Ergebnis war.
Im September 2005 stiess Lambert auch im Weltcup erstmals unter die besten zehn vor, was ihm die Qualifikation für die Olympischen Winterspiele 2006 einbrachte. Am 7. Januar 2007 verpasste er mit Platz 4 im Weltcupspringen von Mont Gabriel nur knapp das Podest, ebenso am 21. Dezember desselben Jahres in Lianhua. Die erste Podestplatzierung gelang ihm am 25. Januar 2009 mit dem 3. Platz in Mont Gabriel. Drei Top-10-Klassierungen in der Saison 2009/10 ermöglichten ihm die Qualifikation für die Olympischen Winterspiele 2010. Nach einer durchzogenen Saison 2010/11 erhöhte Lambert den Schwierigkeitsgrad seiner Sprünge. Am 21. Januar 2012 konnte er in Lake Placid seinen ersten Weltcupsieg feiern. Am Ende der Saison belegte er in der Aerials-Disziplinenwertung den dritten Platz.
Lambert studierte Volkswirtschaftslehre und Betriebswirtschaftslehre an der Universität Zürich. Ab Mai 2011 war er Präsident der Athletenkommission der Swiss Olympic Association, er trat damit die Nachfolge der Fechterin Gianna Hablützel-Bürki an.
Nach 10 Jahren Präsenz im Weltcup beendete er seine Karriere zog sich mit 30 Jahren zurück.

## Erfolge

### Olympische Spiele
- Turin 2006: 14. Aerials
- Vancouver 2010: 12. Aerials
- Sotschi 2014: 14. Aerials

### Weltmeisterschaften
- Ruka 2005: 8. Aerials
- Madonna di Campiglio 2007: 26. Aerials
- Inawashiro 2009: 23. Aerials
- Deer Valley 2011: 25. Aerials
- Voss 2013: 18. Aerials

### Weltcup
- Saison 2007/08: 10. Aerials-Weltcup
- Saison 2008/09: 10. Aerials-Weltcup
- Saison 2011/12: 3. Aerials-Weltcup
- Saison 2012/13: 10. Aerials-Weltcup
- 3 Podestplätze, davon 1 Sieg:

| Datum           | Ort         | Land |
| --------------- | ----------- | ---- |
| 21. Januar 2012 | Lake Placid | USA  |

### Weitere Erfolge
- 2 Schweizer Meistertitel (2005, 2007)
- 2 Podestplätze im Europacup